# 水裡港福順宮
水裡港福順宮是臺灣臺中市龍井區麗水地區最古老的廟宇，主祀朱、李、池三府王爺，也是全臺朱李池三府王爺開基祖廟，創建於清乾隆元年（1736年），曾於清咸豐八年（1858年）、民國七十三年（1986年）重新修建，民國七十九年（1990年）完工成為現貌。廟旁有一間「水裡港文化館」，每星期四廟前有小型夜市。
自清代開始，大肚下堡20庄即會於每年農曆4月迎請彰化南瑤宮、彰化天后宮、大肚萬興宮、大肚永和宮媽祖輪流至庄內巡行賜福。福順宮位於麗水村（今麗水里），農曆4月14日早上8、9點廟方人員會扛抬三府王爺神轎至龍西里茄投尾保安宮迎請媽祖，隨即舉行遶境村莊與釘營頭儀式。是日中午回到福順宮安座，供信眾膜拜。
24°12′04″N 120°29′55″E / 24.2010364514903965°N 120.49854365710235°E

## 簡史

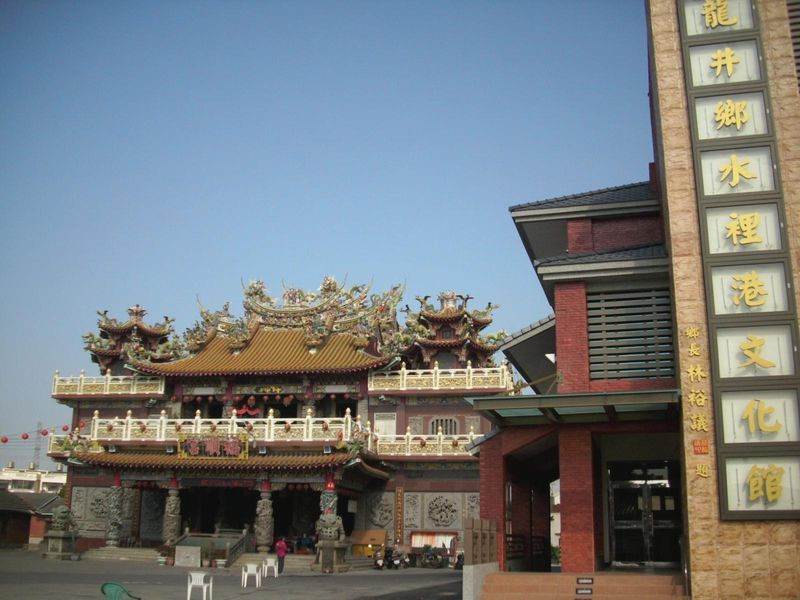
福順宮旁的水裡港文化館。

福順宮奉祀主神，為朱、李、池三府王爺，來自唐山福建省漳州府漳蒲縣城南門外數里溪南畔京仔社。
據傳於明鄭天啟三年，有一呂姓商人「呂順道」，運貨物到台灣販售，將當地之朱府大王爺神像請到船上坐鎮，藉予保護船隻安全，而其同伴有張、陳兩姓者聞知，亦即將該廟主神，朱、李、池三府王爺神像全部奉請到船上同船渡臺，在今日龍井鄉麗水村登陸。
康熙四十年（1701年）漳州人由唐山來台開墾，其中有張陳兩姓及族人，沿大肚溪口登岸水裡港從事拓殖。亦從唐山本廟恭請三府王爺隨船庇佑。鄉民感念三府王爺之靈感，於乾隆元年（1736年）集資建廟敬奉。迄咸豐八年（1858年）建材腐化，地方仕紳集資予以重修，重修的建材是前往福州採購，連雕刻的師傅也是唐山請來的。此後香火鼎盛，神威靈感，庇佑鄉民萬事平安。
民國五十六年由張金發及張鉛清先生發起，成立福順宮管理委員會，張復禮先生為第一任主任委員。民國七十二年召開信徒大會，議決予以重建，歷時六載，終告竣工。並於民國七十九年農曆十月九日舉行安座大典，遍邀各地分靈王爺返本宮共襄盛舉。

## 奉祀神祇
一樓正殿奉祀主神為朱、李、池-三府王爺，另外配祀包府千歲、薛府千歲、遊巡王爺、城隍爺與開漳聖王、太子元帥、福德正神、中軍爺、開臺聖王、华佗、廣澤尊王、虎爺等。
池府王爺的生平有多種說法，祂的聖諱有池夢彪、池逢春、池文魁、池然、陳文魁的版本，不過大致上都有為了阻擋瘟疫擴散，服毒犧牲性命的傳說，後人感念祂的情操，遂立廟奉祀。
二樓聖母殿奉祀天上聖母、千里眼、順風耳，龍邊配祀關聖帝君、孚佑帝君及玄天上帝、關平太子、周倉將軍，虎邊配祀軟身的註生娘娘。

## 重要活動
- 農曆正月十四包公生
- 農曆三月二三媽祖生
- 農曆六月十八池王生
- 農曆八月十六李王生
- 農曆十月初三朱王生
- 每年農曆四月十四天上聖母繞境

福順宮有參加彰化南瑤宮老四媽會，屬於大肚大角麗水小角，民國九十八年（歲次己丑年）為值年爐主角。

## 建築特色

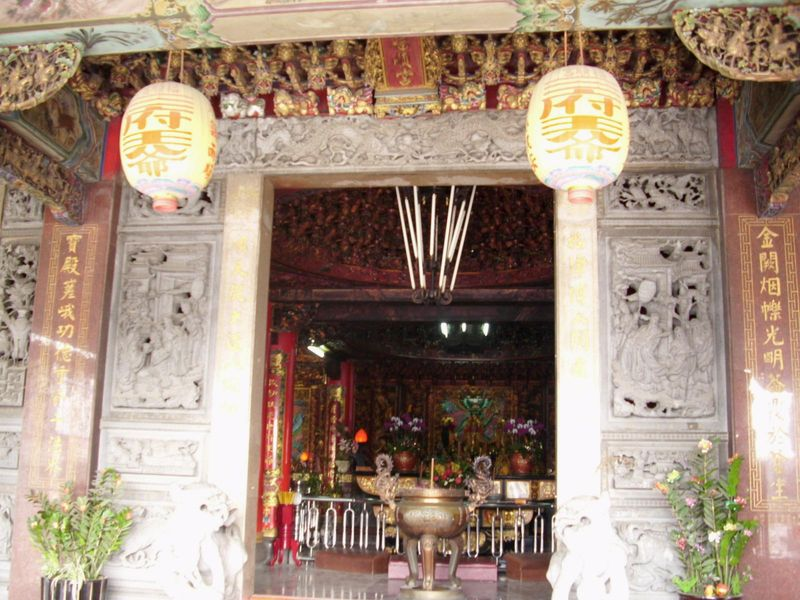
福順宮廟前。

福順宮的造型宏偉，是屬於現代式的挑高兩層樓廟宇，一樓大廳供奉朱李池三府千歲，二樓為聖母殿，供奉天上聖母。從兩旁上階梯可到拜亭，內部放了三張桌子，方便讓信眾可以將帶來的供品放在上面膜拜，拜亭腳下的石板是在重修舊廟時特意留下的建材，為清代從大陸飄洋過海的唐山石。內殿大廳橫樑及廟頂藻井精彫細琢美侖美奐，因香火鼎盛，經歲月的洗禮，已然薰黑。流傳已久的匾額有『乃聖乃神』、『萬古威靈』、『厚德配天』等。在清光緒時期，水裡港有張顯臣(官名:國揚)、張瑤山堂兄弟欲至福州應試鄉試，當時因渡過台灣海峽不易出發前祭拜朱府王爺保佑前往福州應試平安順利，鄉試結果皆中試武舉人，後獻匾額「乃聖乃神」、「格感恩神」答謝神恩。而在王爺前的供桌上有一鎮宮之寶即為如籃球般大甚為罕見的香爐－樹瘤，此為包公爐，是包府千歲的專用爐，跟隨包府千歲至今也有了百來年的歷史了，非常珍貴。

## 分靈廟宇
- 台中龍井田中央福田宮
- 台中南區下橋福興宮
- 台中南區後車站新福宮
- 台中南區永興宮
- 台中西區均安宮
- 台中南屯水安宮
- 台中南屯土庫德順宮
- 台中南屯文山里保安宮
- 台中南屯牛埔子成興宮
- 台中石岡社寮角萬興宮
- 台中太平坪林玉林宮
- 台中太平車籠埔廣興宮
- 台中西屯隆興宮
- 台中西屯何厝福壽宮
- 台中西屯水掘頭永安宮
- 台中北區順福宮
- 台中梧棲海墘厝海興宮
- 台中大里三興宮
- 台中大里頂塗城聖明宮
- 台中北屯軍功寮軍福宮
- 台中北屯軍功寮福順宮
- 台中北屯水景福隆宮
- 南投縣南投市軍功里福順宮
- 埔里同天宮

### 腳註
1. ↑  .   [2019-02-23]. （原始内容存档于2019-02-24）.

### 其他
- 《水裡港福順宮三府王爺古廟簡介（民國71年，水裡港福順宮管理委員會編印）

## 外部連結
- 水裡港福順宮相簿 （页面存档备份，存于）